# Senecio pinacatensis
Senecio pinacatensis là một loài thực vật có hoa trong họ Cúc. Loài này được Felger miêu tả khoa học đầu tiên năm 1991.